# Palaia
Palaia ist eine italienische Gemeinde mit 4548 Einwohnern (Stand 31. Dezember 2023) in der Provinz Pisa in der Region Toskana.

## Geografie

Lage von Palaia in der Provinz Pisa

Die Gemeinde erstreckt sich über rund 74 km². Sie liegt etwa 45 km südwestlich der Regionalhauptstadt Florenz und 30 km südöstlich der Provinzhauptstadt Pisa. Einige Ortsteile liegen an den Flüssen Era und Roglio.
Zu den Ortsteilen zählen Alica, Baccanella, Colleoli, Forcoli, Gello, Montacchita, Montanelli, Montechiari, Montefoscoli, Partino, San Gervasio, Toiano und Villa Saletta.
Die Nachbargemeinden sind Capannoli, Montaione (FI), Montopoli in Val d’Arno, Peccioli, Pontedera und San Miniato.

## Geschichte
Erstmals in niedergeschriebener Form wurde der Ort 1077 erwähnt. Aufgrund seiner Lage war die Gemeinde im Mittelalter mehrmals Schauplatz kriegerischer Handlungen zwischen Pisa, Lucca und Florenz und wechselte mehrmals die Republikzugehörigkeit zwischen derer der Pisaner und der fiorentinischen.

## Sehenswürdigkeiten

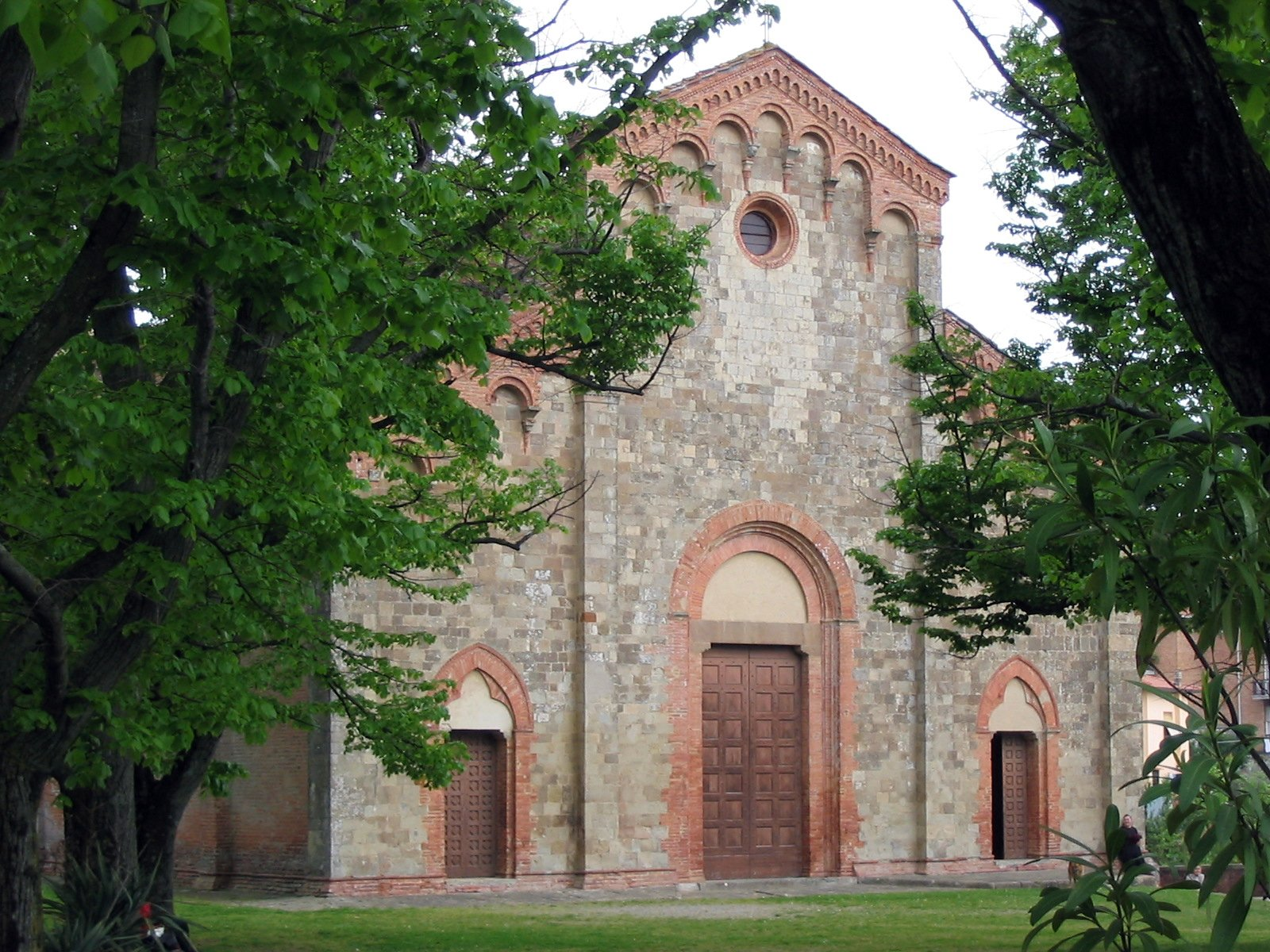
Pieve di San Martino

- Chiesa di Sant’Andrea, bereits 1201 erwähnte Kirche, enthält das Werk Madonna col Bambino von Francesco di Valdambrino.
- Pieve di San Martino, 1280 entstandene Pieve.

## Gemeindepartnerschaften
- Pierrevert, Département Alpes-de-Haute-Provence, Frankreich